# Arroyo Frío
Arroyo Frío es una localidad situada en el término municipal de La Iruela, provincia de Jaén, en la comunidad autónoma de Andalucía.

## Geografía
Se encuentra enclavado en el sistema montañoso de la Cordillera Subbética, dentro del parque natural de Cazorla, Segura y Las Villas.
Arroyo Frío pasó de ser un cortijo habitado por pocas familias a una aldea próspera gracias al turismo rural.
Su situación lo hacen idóneo para visitar el parque natural de Cazorla, Segura y las Villas y por eso es la zona del Parque más solicitada por los viajeros, senderistas, ciclo turistas y familias que quieren conocer estas sierras.
Cuenta aproximadamente con 244 habitantes continuos, aunque puede llegar a las 3000 personas en época de gran afluencia turística.

## Turismo
Esta pequeña localidad cuenta con múltiples servicios, como son: bares, restaurantes, tiendas, supermercados, hoteles, apartamentos, empresas de turismo activo y demás instalaciones para el turismo en pleno entorno rural.
Dentro de la oferta turística, cuenta con un pequeño museo etnográfico y con un sendero que discurre junto al cauce del río Guadalquivir.
Para los niños dispone de dos pequeños parques infantiles.

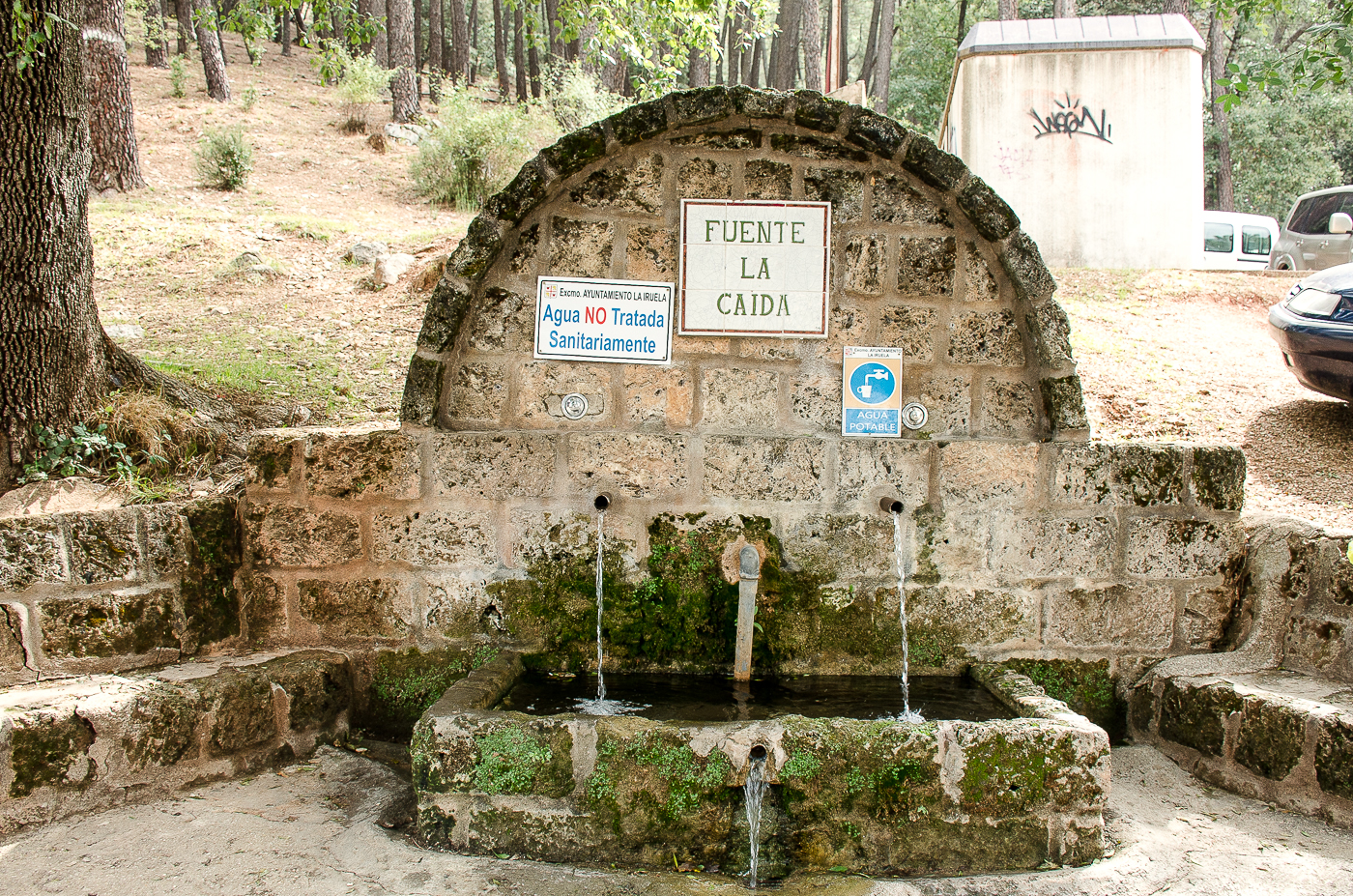
«Fuente la Caída».

Aunque en menor medida, la escasa oferta de servicios públicos penaliza el desarrollo de la localidad.
A pesar de esas carencias, Arroyo Frío ha conseguido la infraestructura privada suficiente para superar a su núcleo matriz, siendo Arroyo Frío la zona donde más comercios y negocios abiertos al público existen del término municipal.
Lugares próximos de interés: Centro de Visitantes Torre del Vinagre, Jardín Botánico, Río Borosa, Mirador de Félix Rodríguez de la Fuente, Cerrada de Utrero, Puente de las Herrerías, Nacimiento del río Guadalquivir, Valle de los Tejos Milenarios, Nava de San Pedro, Fuente Acero, Lagunas de Valdeazores y Aguas Negras, Campos de Hernán Pelea, ..., y un sinfín de lugares en los cuales podremos disfrutar de la naturaleza y la observación de animales en libertad, como Ciervos, Gamos, Muflones, Cabra Montes, Jabalís, Zorros…
Otros destinos turísticos a pocas horas de camino son Úbeda, Baeza, Jaén, Nacimiento del Segura, Nacimiento de Río Mundo, entre otros muchos.

## Fiestas
La festividad local es el 15 de agosto, Virgen de la Asunción, donde se procesiona por las calles del pueblo una talla de la Virgen, se organizan juegos y actividades, degustación de tapas típicas de la sierra, así como verbenas nocturnas.
También se celebra San Antón, (San Antonio Abad), con una impresionante lumbre la víspera del 17 de enero. Junto a esta lumbre, los vecinos y visitantes disfrutan de bailes regionales, degustando platos típicos invernales altas horas de la madrugada.
Arroyo Frío carece de Iglesia, lo que motiva que las comuniones se realicen al aire libre, siendo este un atractivo más de la zona, donde las costumbres populares provienen de muchos años atrás.
Este lugar hace las delicias de los amantes de la naturaleza, conjugándose familias, grupos de amigos y personas mayores en plena armonía con el entorno.
|                             |
| Arroyo Frío hace unos años. |

|                                 |
| Arroyo Frío. Diciembre de 2006. |

|                                                       |
| Vistas desde el Peñón de Juan Díaz. Invierno de 2017. |

|                              |
| Calle principal y carretera. |

|                 |
| Tren turístico. |

|                    |
| Caballar de paseo. |